# Малака (проток)
Вижте пояснителната страница за други значения на Малака.
Проливът Малака (на малайски и на индонезийски: Selat Melaka) се намира в Югоизточна Азия и свързва Андаманско море с Южнокитайско море и Яванско море. Той разделя Малайския полуостров от остров Суматра.
Дължината му възлиза на 800 km, има ширина между 50 и 300 km. На най-тясното си място е широк само 1,5 морски мили (2,8 km). Средната му дълбочина е 25 m, а най-голямата – 113 m.
Най-важните пристанища са Малака (Малайзия) и Сингапур. Проливът е от голямо значение за световната търговия и е сред най-натоварените морски пътища в света: между 20 и 25 процента от търговските кораби минават от там. Дневно проливът бива преминаван от приблизително 2000 кораба, които често стават обект на пиратски нападения. На 9 януари 2004 г. танкерът „Cherry 201“ е отвлечен. След дълги преговори за откуп пиратите разстрелват 4 моряци.
Има планове за създаването на плавателен канал през провлака Кра на полуостров Малака в Южен Тайланд, който да свързва Сиамския залив с Андаманско море. Такава връзка би омаловажила значението на пролива Малака и сингапурското пристанище, но по никой от плановете не е разработен конкретен проект.
Значително намаляване на транспортния поток през пролива се очаква с построяването на китайския нефто- и газопровод, следващ пътя на коприната с главен възел Синдзян.